# Nésosilicate
Un nésosilicate (νήσος nesos « île ») est un minéral de la famille des silicates dont le groupement (SiO4)4− associé à des ions positifs constitue le motif cristallin de base. Ce sont des tétraèdres isolés et liés par des cations autres que le silicium.
Les nésosilicates représentent environ 120 espèces réparties en deux groupes :
- les vrais nésosilicates (exemples : olivines, grenats ou encore zircons) ;
- les nésosubsilicates (avec notamment les silicates d'alumine, la titanite ou la staurotide).

## Synonymie
- orthosilicate

## Classification

### Nésosilicates au sens strict

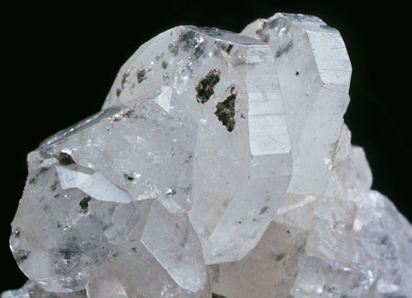
phénacite

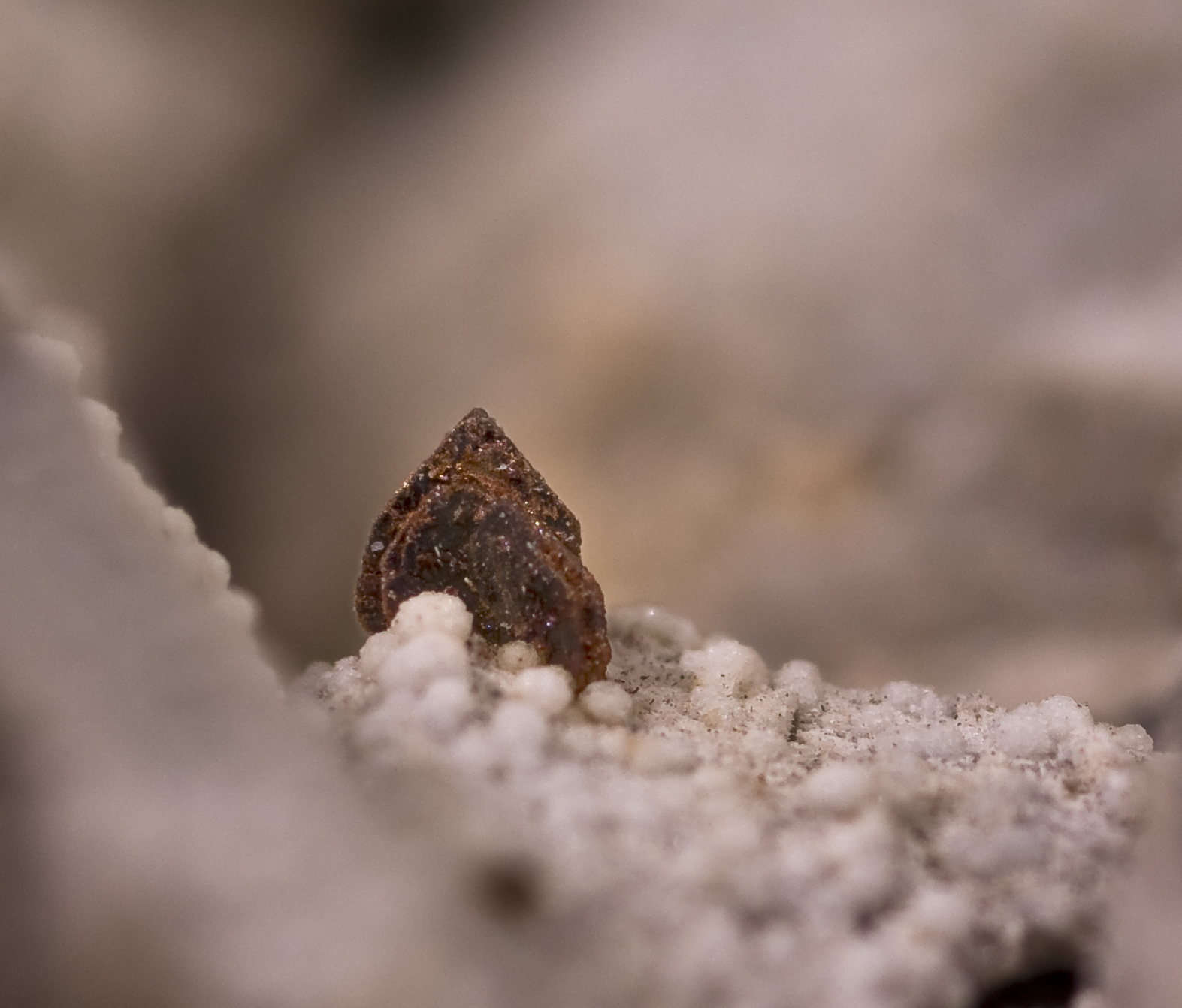
Fayalite

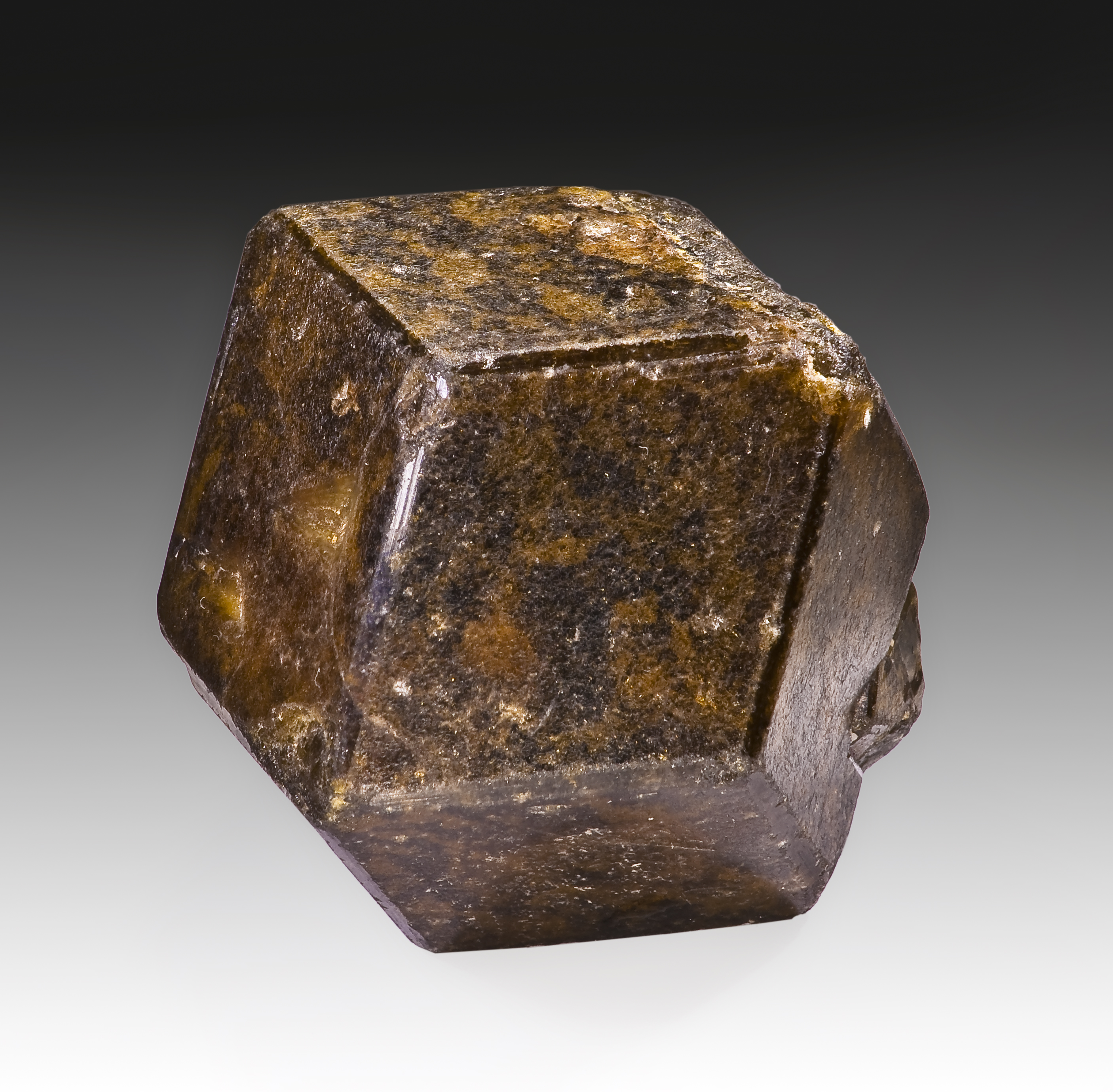
Andradite

- Famille de la phénacite

Phénacite Be2SiO4
Willémite Zn2SiO4
- Famille de l'olivine

Forstérite Mg2SiO4
Fayalite Fe2SiO4
- Famille des grenats

Pyrope Mg3Al2(SiO4)3
Almandin Fe3Al2(SiO4)3
Spessartine Mn3Al2(SiO4)3
Grossulaire Ca3Al2(SiO4)3
Andradite Ca3Fe2(SiO4)3
Uvarovite Ca3Cr2(SiO4)3
Hydrogrossulaire Ca3Al2Si2O8(SiO4)3-m(OH)4m
- Famille du zircon

Zircon ZrSiO4
Thorite (Th,U)SiO4
- Datolite CaBSiO4(OH)
- Chloritoïde (Fe,Mg,Mn)2Al4Si2O10(OH)4

### Nésosubsilicates
Disthène Al2SiO5
Andalousite Al2SiO5
Sillimanite Al2SiO5
Staurotide (Fe2+,Mg2+,Zn2+,Co2+)4Al18Si8O46(OH)2
Topaze Al2SiO4(F,OH)2
Titanite ou sphène CaTiSiO5